# Wojna informacyjna

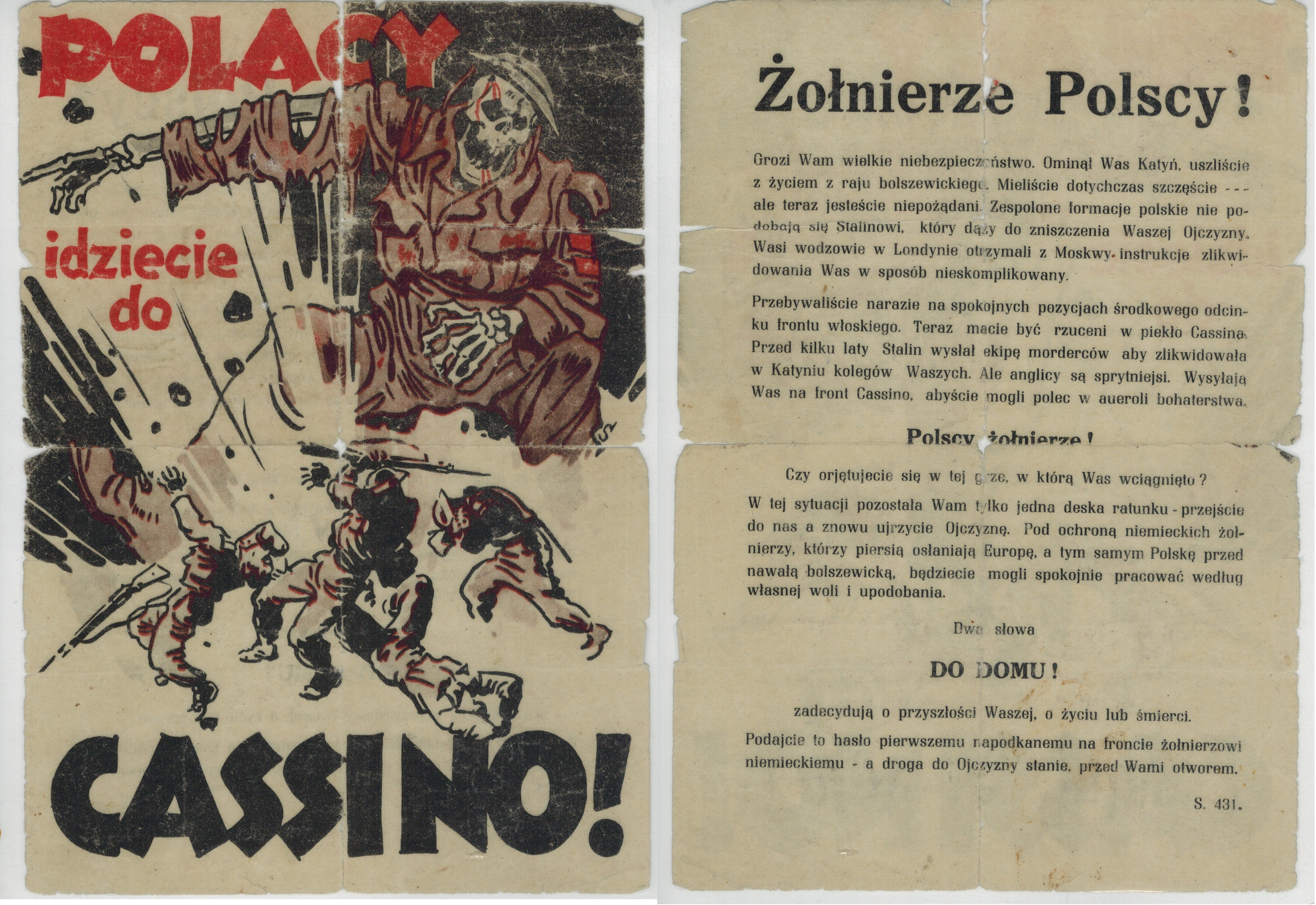
Wojna informacyjna (niemiecka ulotka kierowana do polskich żołnierzy, zrzucana pod Monte Cassino w 1944)

Wojna informacyjna – zorganizowana aktywność zewnętrzna państwa polegająca na niszczeniu lub modyfikowaniu systemów komunikowania informacyjnego przeciwnika lub przepływających przez nie informacji, prowadząca do osiągnięcia określonych celów politycznych,  oraz aktywność zapewniająca ochronę własnych systemów informacyjnego komunikowania przed podobnym działaniem przeciwnika. Wojna informacyjna jest mocno powiązana z wojną psychologiczną.

## Charakterystyka wojny informacyjnej
- Celem jest uzyskanie przewagi nad przeciwnikiem;
- Przeciwnik jest niewidzialny;
- Podstawową formą walki są cyberataki oraz szerzenie propagandy;
- Obiektem cyberataków jest krytyczna infrastruktura państwa oraz systemów obrony;
- Atak można przeprowadzić z każdego miejsca na ziemi;
- Może posiadać nieograniczony zasięg[3]

## Uczestnicy wojny informacyjnej
- Media;
- Wojsko;
- Rząd;
- Dyplomacja;
- Ośrodki naukowo-badawcze;
- Cywilne i wojskowe służby specjalne[4].

## Poziomy wojny informacyjnej
- Osobowy – odbywa się w obszarze prywatnej danej osoby, każdy gromadzi w osobistych komputerach ogromne ilości informacji, które mogą być wykorzystywane, wykradane, a następnie wykorzystywane – w skrajnych przypadkach może dochodzić nawet do tzw. kradzieży tożsamości;
- Pomiędzy przedsiębiorstwami – prowadzony jest z wykorzystaniem technologii komputerowych umożliwiających pozyskiwanie tajemnic konkurenta, niszczenie jego baz danych itp.,
- Regionalny lub globalny – skierowana jest przeciwko określonemu państwu lub grupie państw, obiektami ataku mogą być np. systemy kierowania obronnością państwa, infrastruktura państwa o znaczeniu strategicznym, np. energetyka, transport, łączność itp.

## Rosyjska teoria i praktyka wojny informacyjnej
Rosyjscy autorzy całkowicie inaczej rozumieją pojęcie wojna informacyjna. Według rosyjskiej literatury przedmiotu jest to:
Oddziaływanie na masową świadomość w międzypaństwowej rywalizacji systemów cywilizacyjnych 
w przestrzeni informacyjnej, wykorzystujące szczególne sposoby kontroli nad zasobami informacyjnymi i używanie ich w charakterze „broni informacyjnej”.
 W ten sposób mieszają porządek militarny z pozamilitarnym, technologiczny (cyberprzestrzeń) ze społecznym (przestrzeń informacyjna), bezpośrednio nawiązując przy tym do zimnej wojny i wojen psychologicznych pomiędzy Wschodem a Zachodem. 

Współczesna rosyjska literatura przedmiotu adaptuje zachodnie terminy (jak np. „działania pośrednie”, soft power, „działania asymetryczne”, „wojna informacyjna”, „wojna sieciowa”), kierując się własnymi założeniami i logiką, przysposabiając je w ten sposób do własnych potrzeb i celów. Umożliwia to maskowanie stosowanych metod, które były doskonalone dziesiątkami lat przez radzieckie służby specjalne i przedstawianie ich jako „nowoczesne środki walki”. W efekcie rosyjska koncepcja wojny informacyjnej jest syntezą metod tradycyjnych, pochodzących z czasów ZSRR i nowoczesnych, wynikających z rozwoju technologii informatycznych (internet, itp.) oraz wojskowych i niewojskowych struktur i środków oddziaływania. Według J. Darczewskiej:
„Walka informacyjna jest w Rosji zjawiskiem systemowym – żaden z krajów nie zajmuje się tą problematyką w takiej skali, żaden nie wkłada w walkę informacyjną równego wysiłku organizacyjnego i finansowego. Prowadzona jest od dziesięcioleci i posiada trwałe cechy uwarunkowane rosyjską kulturą strategiczną”.
Według rosyjskiego teoretyka Siergieja Rastorgujewa z Instytutu Problemów Bezpieczeństwa Informacyjnego Uniwersytetu im. M.W. Łomonosowa cele wojny informacyjnej nie różnią się z celami pozostałych rodzajów wojen i wszystkie toczą się o zasoby państw. W przypadku wojen informacyjnych są to zasoby społeczne:
„Kluczem do tych zasobów są elity i media przeciwnika. Ważnym czynnikiem jest posiadanie wśród tych elit i mediów niezbędnej masy agentów wpływu, których agresor rekrutuje spośród osób o egoistycznym bądź niewolniczym światopoglądzie. (…) Strategia wojny informacyjnej zawsze łączy mnóstwo powiązanych wzajemnie taktycznych operacji informacyjnych. Globalny cel tych operacji nie zawsze jest widoczny. Ale taka jest natura rzeczy. Bo cóż to za operacja, która jest rozpoznawalna dla wszystkich, w tym dla ofiary?”.
Przykładem takiego działania jest np. Rosyjska ingerencja w wybory w USA w 2016 r., a także podobne działania Rosji w innych krajach.